# New Norcia
New Norcia  ([nuːˈnɔːsiə]) ist ein Ort in Western Australia. Er liegt im westaustralischen „Weizengürtel“ rund 130 Kilometer nördlich von Perth im Victoria Plains Shire. In New Norcia leben rund 100 Einwohner.
1847 wurde von zwei spanischen Mönchen das Benediktinerkloster New Norcia gegründet. In der Mission sollten Aborigines zum Christentum bekehrt werden. Das Kloster wurde nach Norcia in Italien, dem Heimatort des Heiligen Benedikt, benannt. In den ersten Jahrzehnten stand die Ausbildung von Aborigines-Kinder im Zentrum der Aktivitäten. Im 20. Jahrhundert richtete sich das Kloster mehr auf die europäische Bevölkerung der Region aus. Spanische Handwerker gaben dem kleinen Ort, der um das Kloster entstand, ein iberische Prägung. Das College wurde 1991 geschlossen.
Die lebendige Klostergemeinschaft hat sich zu einer touristischen Sehenswürdigkeit entwickelt. Es gibt ein Geschichts- und Kunstmuseum und ein Roadhouse. Das Kloster nimmt ebenfalls Gäste auf.

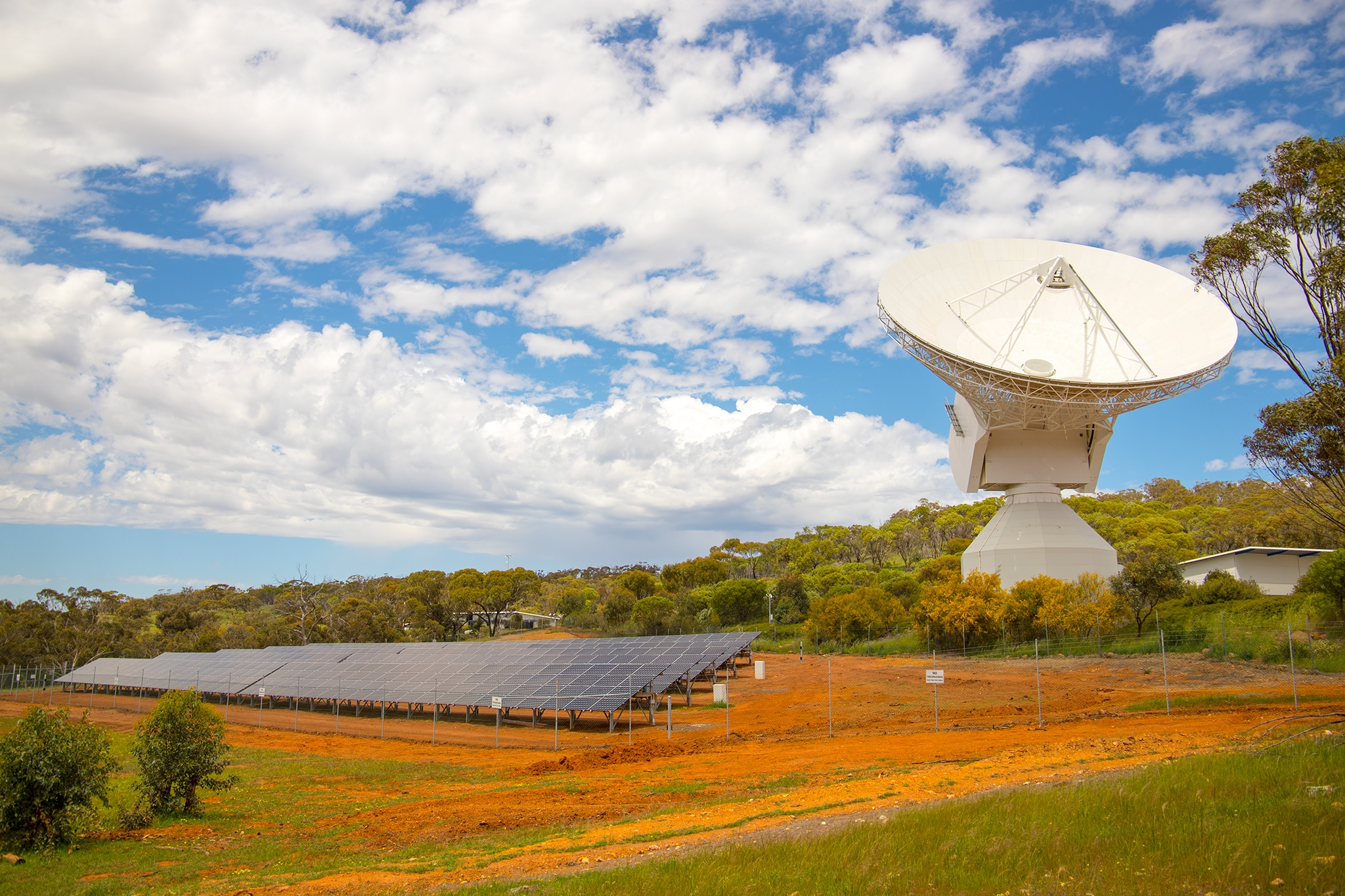
Die 35-Meter-Antenne NNO1 der ESA (2018), früher DSA 1 genannt.

Bekannt ist New Norcia auch durch seine erste sogenannte Deep Space Antenna (kurz DSA 1) des ESTRACK, die 2002 zehn Kilometer südlich errichtet wurde, eine zweite solche Antenne soll 2025 in Betrieb gehen.